# 学校法人開智学園
学校法人開智学園（がっこうほうじんかいちがくえん）は、埼玉県に本部を置く日本の学校法人。

## 沿革
1983年、学校法人三友学園として創立。1986年、学校法人東方学園に改称。
1998年、学校法人開智学園に改称。名誉学園長を務める大村智が名付けた。
2017年、学校法人日本橋女学館と合併。開智学園が存続法人となった。

### 学校法人日本橋女学館
1890年、日本橋区教育会が結成される。1951年より、学校法人日本橋女学館となる。
2015年には、系列の日本橋学館大学が開智国際大学に改称している。

## 設置校
関東地方に小学校、中学校、高等学校、中等教育学校、各種学校、大学を設置しており、各校はキャンパスとして区分けされている。
- 岩槻キャンパス
  - 開智小学校・中学校・高等学校
- 加須キャンパス
  - 開智未来中学・高等学校
- 守谷キャンパス
  - 開智望小学校・中等教育学校
- 日本橋キャンパス
  - 開智日本橋学園中学・高等学校
- 柏キャンパス
  - 開智国際大学
- 八王子キャンパス
  - 開智国際日本語学校
- 所沢キャンパス
  - 開智所沢小学校・中等教育学校